# مقاطعة كالدويل (تكساس)

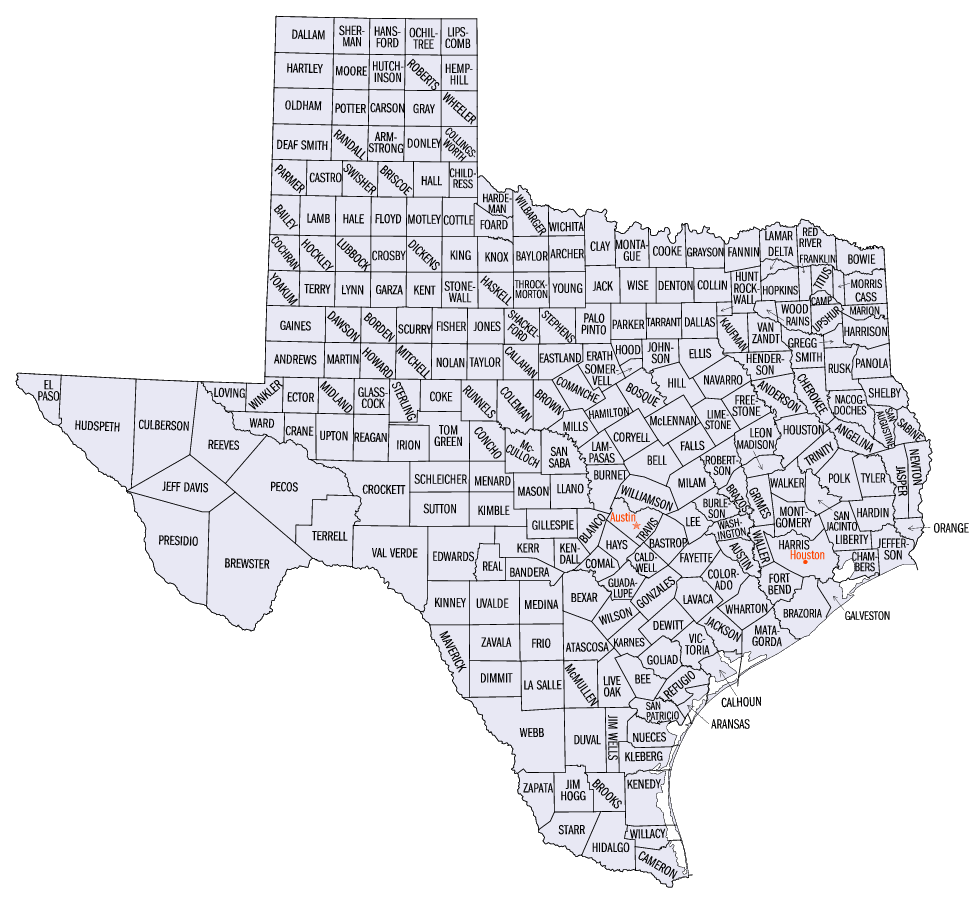
خارطة مقاطعات تكساس

مقاطعة كالدويل (بالإنجليزية: Caldwell  County)‏ هي إحدى المقاطعات في ولاية تكساس، الولايات المتحدة الأمريكية.